# ASCI Blue Pacific
ASCI Blue Pacific — суперкомпьютер, установленный в Ливерморской национальной лаборатории в конце 1998 года в рамках Accelerated Strategic Computing Initiative — программы Правительства США по развитию суперкомпьютерных технологий, призванных следить за состоянием ядерного арсенала США после объявления в октябре 1992 года моратория на проведение ядерных испытаний.

## История создания
Суперкомпьютер был создан на базе массово-параллельной системы RS/6000 SP компании IBM, которая выступала подрядчиком. На тесте LINPACK показал производительность 2,1 Тфлопс при теоретической 3,9 Тфлопс и занял вторую строчку в списке TOP500 за ноябрь 1999 года. Входил в первую десятку списка до ноября 2002 года.

## Характеристики
- Процессор: PowerPC 604e с тактовой частотой 332 МГц
- Общее число процессоров: 5.865
- Архитектура: 1.464 вычислительных SMP-узла RS/6000 по 4 процессора в каждом
- ОЗУ: 2.6 Тбайт
- Дисковая память: 75 Тбайт
- Операционная система: AIX

На основе той же архитектуры компания IBM создала для Лаборатории следующий суперкомпьютер ASCI White, преодолевший рубеж в 10 Тфлопс в 2000 году.